# Pamban
Pambam o Paumben (de "pambu" que vol dir serp) és un pas o canal artificial que va entre l'illa de Pamban i el continent connectant l'estret de Palk amb el golf de Manaar. La primera proposta per aquest canal la va fer un coronel de nom Manuel Martínez, que ho va proposar a Lushington, col·lector d'un districte del sud i després governador de Madràs; no es va fer res fins al 1822 que el coronel de Haviland va encarregar la prospecció del terreny a Arthur Cotton (després Sir); el 1828 el major Sim va reprendre els treballs i altre cop el tinent Powell i el tinent Ethersey el 1837 i el 1838 es van iniciar les obres que vanen una primera fase van acabar el 1844, però totalment no es van acabar fins al 1877. Una població a la part sud-oest de l'illa va agafar el nom de Pamban i tenia el 1871 prop de 10.000 habitants però acabades les obres el 1881 només van quedar la meitat. L'illa fou anomenada també illa de Pamban, però abans es deia illa de Rameshwaram per la seva població principal, situada a la part oriental; l'illa pertanyia al zamindari de Ramnad.